# Tomás Birkner de Miguel
Tomás Birkner de Miguel (* 5. März 1997 in Bariloche) ist ein argentinischer Skirennläufer. Er startet hauptsächlich in den technischen Disziplinen Riesenslalom und Slalom.

## Karriere
Birkner de Miguel gab sein internationales Renndebüt am 9. August 2013 bei einem Riesenslalom im Rahmen des Alpinen South American Cup. Sein erstes internationales Großereignis bestritt er im weiteren Saisonverlauf bei den Juniorenweltmeisterschaften in Jasná. Jedoch schied er bei allen Starts aus bzw. wurde disqualifiziert. Sein Weltcupdebüt gab Birkner de Miguel am 25. Januar 2015 beim Slalom am Ganslernhang in Kitzbühel, wobei er jedoch im ersten Durchgang ausschied. Knapp einen Monat später nahm er erstmals an einer Alpinen Skiweltmeisterschaft teil. Bei den Wettkämpfen in Vail bzw. Beaver Creek erreichte er mit Platz 35 im Slalom ein achtbares Ergebnis. 
In den Jahren 2015 bis 2019 startete Tomás Birkner de Miguel abgesehen von internationalen Großereignissen hauptsächlich im South American Cup sowie bei ausgewählten Stationen im Weltcup, wobei ihm bei letzterem jedoch keine Platzierungen in den Punkterängen gelang.
Seine bisher beste Platzierung bei einem internationalen Großereignis gelang ihm bei den Weltmeisterschaften 2017 bzw. 2019, als er mit der argentinischen Mannschaft jeweils den 9. Platz belegte.
2022 nahm er erstmals an Olympischen Winterspielen teil. In Peking schied Birkner de Miguel jedoch sowohl im Riesenslalom als auch im Slalom bereits im ersten Durchgang aus.

## Privates
Tomás Birkner de Miguel entstammt einer sportbegeisterten Familie. Seine Tanten Magdalena und Carolina sowie seine Onkel Jorge Raúl Birkner Cogan und Ignacio Birkner waren als Skirennläufer aktiv, ebenso wie seine Cousins Jorge Francisco Birkner Ketelhohn, Cristian Javier Simari Birkner, María Belén Simari Birkner, Macarena Simari Birkner und Angélica Simari Birkner. Zwei weitere Cousins, Bautista und Francisco Cruz Saubidet Birkner sind Segelsportler.
Derzeit studiert er an der University of Utah.

## Erfolge

### Olympische Winterspiele
- Peking 2022: DNF Riesenslalom, DNF Slalom

### Weltmeisterschaften
- Vail/Beaver Creek 2015: 35. Slalom, 75. Riesenslalom
- St. Moritz 2017: 9. Mannschaft, DNF Riesenslalom, DNF Slalom
- Åre 2019: 9. Mannschaft, DNF Riesenslalom, DNF Slalom
- Cortina d’Ampezzo 2021: DNF Riesenslalom, DNQ Parallelrennen
- Courchevel/Méribel 2023: DNF Riesenslalom, DNQ Slalom

### South American Cup
- 14 Podestplätze, davon 3 Siege

| Datum              | Ort            | Land        | Disziplin |
| ------------------ | -------------- | ----------- | --------- |
| 11. August 2015    | Cerro Catedral | Argentinien | Slalom    |
| 13. September 2017 | Cerro Catedral | Argentinien | Slalom    |
| 7. August 2023     | Cerro Catedral | Argentinien | Slalom    |

### Juniorenweltmeisterschaften
- Jasná 2014: DNF Riesenslalom, DNF Slalom, DSQ Super-G, DSQ Super-Kombination
- Hafjell 2015: 32. Slalom, DNF Riesenslalom
- Sotschi 2016: 16. Slalom, DNF Riesenslalom
- Åre 2017: 57. Riesenslalom, DNF Slalom
- Davos 2018: DNF Slalom

### Nor-Am Cup
- 2 Platzierungen unter den besten 10

### Far East Cup
- 4 Platzierungen unter den besten 30

### Weitere Erfolge
- Argentinischer Meister im Slalom (2018, 2021 & 2023)
- Argentinischer Meister im Riesenslalom (2017)
- 3 Siege bei FIS-Rennen